# Love Deluxe
| Críticas profissionais        | Críticas profissionais |
| Avaliações da crítica         | Avaliações da crítica  |
| Fonte                         | Avaliação              |
| ----------------------------- | ---------------------- |
| Allmusic                      | [ 1 ]                  |
| Robert Christgau              | B–                     |
| Entertainment Weekly          | B                      |
| NME                           | (7/10) link            |
| The Rolling Stone Album Guide | [ 4 ]                  |

Love Deluxe é o quarto álbum de estúdio da banda inglesa Sade, lançado em 10 de Novembro de 1992 no Reino Unido, e em 20 de Outubro do mesmo ano nos Estados Unidos.
Tendo como singles "No Ordinary Love" (trilha do filme Proposta Indecente), "Feel No Pain", "Kiss of Life" e "Cherish the Day". O álbum foi um grande sucesso, de público e de crítica, e é considerado um dos melhores álbuns já lançados na carreira da cantora. Love Deluxe foi o quarto álbum consecutivo de Sade a entrar no Top 10 da parada de álbuns Billboard 200.

## Faixas
1. "No Ordinary Love" (Sade Adu, Stuart Matthewman) -7:22
2. "Feel No Pain" (Adu, Andrew Hale, Matthewman) – 5:08
3. "I Couldn't Love You More" (Adu, Hale, Matthewman, Paul S. Denman) – 3:49
4. "Like a Tattoo" (Adu, Hale, Matthewman) – 3:38
5. "Kiss of Life" (Adu, Hale, Matthewman, Denman) – 5:50
6. "Cherish the Day" (Adu, Hale, Matthewman) – 5:34
7. "Pearls" (Adu, Hale) – 4:34
8. "Bullet Proof Soul" (Adu, Hale, Matthewman) – 5:26
9. "Mermaid" (Hale, Matthewman, Denman) – 4:23

## Créditos
- Sade Adu – vocais, produção, arranjos
- Andrew Hale – teclados
- Stuart Matthewman – guitarra, saxofone
- Paul S. Denman – baixo
- Tom Coyne – remasterização
- Martin Ditcham – bateria, percussão
- Sandro Franchin – assistente em engenharia
- Nick Ingman – arranjo de cordas
- Chris Lord-Alge – engenharia, mixagem
- Stephen Marcussen – masterização
- Adrian Moore – assistente em engenharia
- Leroy Osbourne – vocais
- Mike Pela – produção, engenharia
- Anthony Pleeth – violoncelo
- Albert Watson – fotografia
- Marc Williams – assistente em engenharia
- Gavyn Wright – spalla

## Paradas musicais
| Parada musical (1992/1993)    | Melhor posição |
| ----------------------------- | -------------- |
| Australian Albums Chart       | 13             |
| Austrian Albums Chart         | 11             |
| Dutch Albums Chart            | 47             |
| German Albums Chart           | 14             |
| Hungarian Albums Chart        | 38             |
| Swedish Albums Chart          | 7              |
| Swiss Albums Chart            | 6              |
| UK Albums Chart               | 10             |
| E.U.A. Billboard 200          | 3              |
| E.U.A. Top R&B/Hip-Hop Albums | 2              |

## Certificações
| País           | Certificação |
| -------------- | ------------ |
| Austrália      | Platina      |
| Canadá         | Platina      |
| França         | Platina      |
| Alemanha       | Ouro         |
| Holanda        | Ouro         |
| Suécia         | Ouro         |
| Suíça          | Ouro         |
| Reino Unido    | Ouro         |
| Estados Unidos | 4× Platina   |